# Венафро
Венафро (итал. Venafro) — коммуна в Италии, располагается в регионе Молизе, в провинции Изерния.
Население составляет 11523 человека (2008 г.), плотность населения составляет 256 чел./км². Занимает площадь 45 км². Почтовый индекс — 86079. Телефонный код — 0865.
Покровителями коммуны почитается святые  Никандр, Маркиан и Дария, празднование 17 июня.
В 1958 году в Венафро снимался франко-итальянский фильм Закон есть закон.

## Демография
Динамика населения:

## Администрация коммуны
- Официальный сайт: http://www.comune.venafro.is.it/